# Castion (Belluno)
Castion è una frazione di circa 4 500 abitanti del comune di Belluno in Veneto.

## Geografia fisica
Il paese si trova a sud della città di Belluno, a soli 2 km da essa, è il secondo centro del comune per grandezza (se si escludono i quartieri cittadini limitrofi come Cavarzano o Baldenich) e costituisce il capoluogo di tutta la zona del Castionese (dalla città alle cime delle Prealpi). Nelle vicinanze si trovano i borghi di Cavessago, Caleipo, Cirvoi, Faverga, Madeago, Modolo, Pedecastello, San Cipriano, San Mamante, Sant'Antonio, Sossai, Castoi, Cet.
Da Castion si raggiungono gli impianti sciistici del Nevegal e il Col Visentin.

## Storia
Prende il nome da una pieve costruita nel XIV secolo dalla castionese castiona
. In età tardoromana-altomediovale venne costruito il castello di Castellione (Castion) a difesa dei valichi prealpini. I resti vennero alla luce nel 1977 in località Sant'Anna di Pedecastello. L'arcipretale, risalente al X secolo, dedicata a Santa Maria Assunta, ricostruita agli inizi del Cinquecento e modificata in seguito nel 1809, conserva un'Assunzione della Vergine di Cesare Vecellio. Nel paese si trovano inoltre la chiesa di San Cipriano e quella di Santa Maria dei Battuti utilizzata oggi come battistero.

## Villa Miari Fulcis
Nel paese (in località Modolo) si trova la Villa Miari Fulcis risalente al XVII secolo. Alla costituzione originaria seguirono importanti interventi di ampliamento ed abbellimento nel secolo XVIII. Residenza dei conti Miari Fulcis, famiglia nobiliare tra le più in vista della città di Belluno, le cui origini risalgono al 1000, secondo alcuni studiosi sarebbe uno dei maggiori esempi di villa perfettamente inserito nella tradizione dei più significativi modelli veneti.
Al 1644 risalgono le parti più antiche; la villa verrà conclusa nella sua attuale configurazione nel 1806, diventando una delle maggiori e meglio conservate ville della provincia di Belluno, tuttora residenza del ramo primogenito della famiglia dei conti Miari Fulcis. Al professor Francesco Miari Fulcis (1855-1929), apprezzato professore di astronomia all'Università di Padova, si deve la realizzazione delle particolari meridiane disegnate sulla chiesa e sui magazzini della Villa.

## Sport
Il Castion detiene società sportive, rispettivamente di calcio, la quale prima squadra partecipa al campionato di seconda categoria,  e pallavolo.
Ginnastica artistica e ritmica presso la società "Artica Dolomiti", le cui squadre gareggiano anche a livello nazionale. La formazione ufficiale del castion nel campionato 2025/26 sarà la seguente: Koeman, Nerio, paolo nart, menger, wonder nico, toio, gino burigo e i gemelli da canal